# Diamanda Galás
Diamanda Galás (San Diego, 29 agosto 1955) è una musicista, cantante e pianista statunitense.
Fautrice di una ricerca vocale analoga a quella di Demetrio Stratos – negli anni settanta riscopritore e studioso dell'uso della voce come vero e proprio strumento musicale – la Galás ne integra l'aspetto tecnico con quello espressivo, attingendo anche a elementi tipici della  performance art.

## Biografia
L'inizio della sua carriera avviene nei manicomi in cui la Galás viene chiamata ad esibirsi dal Living Theatre intorno alla metà degli anni '70. Successivamente, inizia a pubblicare dischi estremi per sola voce ed elettronica, dove la freddezza dei filtri e degli effetti bilancia la profonda sofferenza espressa dalla voce (The Litanies of Satan - 1982, Diamanda Galás - 1984). Dopo la morte del fratello, il poeta Philip-Dimitri Galás per AIDS il suo interesse diventa quello di indagare le piaghe che colpiscono l'umanità. Concepisce la trilogia Masque of the Red Death (1989), Plague Mass (1990), messa profana per un'umanità condannata, e Vena Cava (1992), ritratto dell'isolamento e della crescente disperazione di un individuo sieropositivo. 
Negli ultimi anni alterna una produzione di cover blues (riletture di standard per piano e voce) a progetti compositivi più complessi come l'ultimo Defixiones Will and Testament, che tratta del genocidio delle popolazioni armene, greche ed elleniche da parte dei Turchi, durante la prima guerra mondiale, raccogliendo testi e ispirazioni musicali disparate. L'elettronica cede il passo al pianoforte.
Nel 2005 ritira in Italia il "Premio Internazionale Demetrio Stratos" per la ricerca vocale, che rappresenta un importante riconoscimento alla sua carriera.
Nel 2010 ha collaborato con il gruppo black metal greco dei Rotting Christ alla cover della sua canzone "Orders from the dead" cantata in inglese e greco.
Nel 2011 ha collaborato con l'artista italo-russo dissidente nell'epoca sovietica Vladislav Shabalin per l'installazione sonora Aquarium, progetto ispirato al disastro ecologico del Golfo del Messico. L'evento si è svolto alla Leonhardskirche di Basilea (Svizzera) dal 12 al 19 giugno.
Nel 2013 Diamanda Galás e Vladislav Šabalin presentano l'installazione sonora "Aquarium" dal 9 al 12 maggio nella chiesa di San Francesco a Udine (Italia), al festival "Vicino/Lontano".

## Discografia

### Album in studio
- 1979 - If Looks Could Kill (Metalanguage, ML 108, LP) con Jim French e Henry Kaiser
- 1982 – The Litanies of Satan
- 1984 - Diamanda Galás (Metalanguage, ML 119, LP)
- 1986 - The Divine Punishment (Mute Records, STUMM 27, LP)
- 1986 - Saint of the Pit (Mute Records, STUMM 33, LP)
- 1988 - You Must Be Certain of the Devil  (Mute Records, STUMM 46, LP)
- 1992 - The Singer (Mute Records, STUMM 103, LP, CD, MC)
- 1993 - Vena Cava (Mute Records, STUMM 119, LP, CD)
- 1994 - The Sporting Life (Mute Records, STUMM 127, LP, CD)  con John Paul Jones
- 2003 - Defixiones, Will and Testament (Mute Records, CD STUMM 205, CD)
- 2008 - Guilty Guilty Guilty (Mute Records, CD STUMM 274, CD)
- 2017 - All the Way (Intravenal Sound Operations, ISO 002, LP, CD)
- 2022 - Broken Gargoyles (Intravenal Sound Operations, ISO 007, LP, CD)

### Album dal vivo
- 1991 - Plague Mass (Mute Records, STUMM 83, 2xLP, CD, MC)
- 1996 - Schrei X (Mute Records, CD STUMM 146, CD)
- 1998 - Malediction & Prayer (Mute Records, CD STUMM 163, CD)
- 2003 - La serpenta canta (Mute Records, CD STUMM 206, 2xCD)
- 2017 - At Saint Thomas the Apostle Harlem (Intravenal Sound Operations, ISO 003, 2xLP, CD)
- 2024 - In Concert (Intravenal Sound Operations, ISO 009, LP, CD)

### Raccolte
- 1988 - Masque Of The Red Death (Mute Records, GALAS 1, 2xCD)
- 1988 - The Divine Punishment & Saint Of The Pit (Mute Records, CD STUMM 33, CD)

### Singoli
- 1988 - Double-Barrel Prayer (Mute Records, 12 MUTE 75, 12")
- 1994 - Do You Take This Man? (Mute Records, CD MUTE 171, CDsingle)
- 2009 - Pardon Me, I've Got Someone to Kill (Intravenal Sound Operations, file WAV)

### Demotape
- 1982 - (senza titolo) (Audio Textures, MC)

### Video
- 1986 - The Litanies of Satan (Intravenal Sound Operations, VHS)
- 1993 - Judgement Day (BMG Video/Mute Film, VHS)